# بی‌آرپی ژنرال آنتونیو لونا (پی‌جی-۱۴۱)
بی‌آرپی ژنرال آنتونیو لونا (پی‌جی-۱۴۱) (به انگلیسی: BRP Gen. Antonio Luna (PG-141)) یک کشتی است که طول آن ۱۴۴٫۴ فوت (۴۴٫۰ متر) می‌باشد. این کشتی در سال ۱۹۹۲ ساخته شد.